# Селицкий, Иван Степанович
Иван Степанович Селицкий (11 декабря 1917, Салба, Енисейская губерния — 5 января 1987, Вторые Левые Ламки, Тамбовская область) — старшина Советской Армии, участник Великой Отечественной войны, Герой Советского Союза (1945).

## Биография
Иван Селицкий родился 11 декабря 1917 года в селе Салба-Мёрзлая (ныне — Салба в Краснотуранском районе Красноярского края). После окончания курсов машинистов работал на золотых приисках. В 1938 году Селицкий был призван на службу в Рабоче-крестьянскую Красную Армию. Участвовал в боях на реке Халхин-Гол. С октября 1941 года — на фронтах Великой Отечественной войны. В боях два раза был ранен.
К январю 1945 года старшина Иван Селицкий командовал отделением 1105-го стрелкового полка 328-й стрелковой дивизии 47-й армии 1-го Белорусского фронта. Отличился во время освобождения Польши. 15 января 1945 года отделение Селицкого первым переправилось через Вислу и атаковало вражеские позиции в районе города Легьоново, уничтожив пулемётную точку и около взвода немецкой пехоты, что позволило захватить плацдарм на западном берегу реки.
Указом Президиума Верховного Совета СССР от 27 февраля 1945 года за «образцовое выполнение боевых заданий командования на фронте борьбы с немецкими захватчиками и проявленные при этом отвагу и геройство» старшина Иван Селицкий был удостоен высокого звания Героя Советского Союза с вручением ордена Ленина и медали «Золотая Звезда» за номером 7659.
В последующих боях Селицкий вновь был тяжело ранен. В 1946 году в звании старшины он был демобилизован. Проживал и работал в селе Вторые Левые Ламки Сосновского района Тамбовской области. Умер 5 января 1987 года.
Был также награждён орденом Отечественной войны 1-й степени и рядом медалей.